# Iambia nocturna
Iambia nocturna là một loài bướm đêm trong họ Noctuidae.